# Бославіно
Босла́віно (рос. Бославино) — село (в минулому селище) у складі Табунського району Алтайського краю, Росія. Входить до складу Лебединської сільської ради.

## Населення
Населення — 12 осіб (2010; 76 у 2002).
Національний склад (станом на 2002 рік):
- росіяни — 63 %